# Jacob Rebuffi
Pour les articles homonymes, voir Rebuffi.
Jacob Rebuffi (ou Jacques Rebuffi ou Jacques Rebuffe) est un jurisconsulte français de Montpellier, né vers 1450 et mort en 1528.

## Œuvre
Il a laissé des Commentaires sur le Code de Justinien : Lectura super tribus libr. Codicis ultimis

## Source
Cet article comprend des extraits du Dictionnaire Bouillet. Il est possible de supprimer cette indication, si le texte reflète le savoir actuel sur ce thème, si les sources sont citées, s'il satisfait aux exigences linguistiques actuelles et s'il ne contient pas de propos qui vont à l'encontre des règles de neutralité de Wikipédia.